# Asteranthe
Asteranthe este un gen de plante angiosperme din familia Annonaceae.

Cladograma conform Catalogue of Life:
| Asteranthe | \| \| Asteranthe asterias \| \| \| \| \| \| Asteranthe lutea \| \| \| \| \| \| Asteranthe trollii \| \| \| \| |
|            | \| \| Asteranthe asterias \| \| \| \| \| \| Asteranthe lutea \| \| \| \| \| \| Asteranthe trollii \| \| \| \| |
|            | Asteranthe asterias                                                                                           |
|            | |
|            | Asteranthe lutea                                                                                              |
|            | |
|            | Asteranthe trollii                                                                                            |
|            | |